# Darnell Williams
Darnell Williams (Londres, 3 de março de 1955) é um ator britânico. Ele é mais conhecido por interpretar Jesse Hubbard na novela All My Children da ABC, um papel que lhe rendeu dois prêmios Emmy.

## Prêmios e indicações
Daytime Emmy Awards
| Ano  | Prêmio                                        | Trabalho        | Resultado |
| ---- | --------------------------------------------- | --------------- | --------- |
| 1982 | Melhor ator coadjuvante em uma série de drama | All My Children | Indicado  |
| 1983 | Melhor ator coadjuvante em uma série de drama | All My Children | Venceu    |
| 1985 | melhor ator em uma série de drama             | All My Children | Venceu    |
| 2012 | melhor ator em uma série de drama             | All My Children | Indicado  |

Festival Internacional de Cinema de Veneza
| Ano  | Prêmio        | Trabalho   | Resultado |
| ---- | ------------- | ---------- | --------- |
| 1994 | Melhor elenco | Short Cuts | Indicado  |

Prêmios Globo de Ouro
| Ano  | Prêmio        | Trabalho   | Resultado |
| ---- | ------------- | ---------- | --------- |
| 1994 | Melhor elenco | Short Cuts | Venceu    |

Soap Opera Digest Awards
| Ano  | Prêmio                  | Trabalho | Resultado |
| ---- | ----------------------- | -------- | --------- |
| 1996 | Melhor ator coadjuvante | Loving   | Venceu    |

NAACP Image Awards
| Ano  | Prêmio                         | Trabalho        | Resultado |
| ---- | ------------------------------ | --------------- | --------- |
| 1996 | Melhor ator em série dramática | The City        | Indicado  |
| 2003 | Melhor ator em série dramática | All My Children | Indicado  |
| 2011 | Melhor ator em série dramática | All My Children | Venceu    |